# Sloane Stephens
Sloane Stephens (sinh ngày 20 tháng 3 năm 1993) là một vận động viên quần vợt chuyên nghiệp người Mỹ. Cô đã vào trong top 10 bởi Hiệp hội quần vợt nữ (WTA), và có thứ hạng đánh đơn cao nhất là vị trí số 3 trên thế giới vào mùa hè năm 2018. Stephens là nhà vô địch Giải quần vợt Mỹ Mở rộng 2017, và đã giành được tổng cộng 6 danh hiệu đơn WTA.
Sinh ra với bố mẹ là vận động viên bơi đại học và cầu thủ bóng bầu dục Mỹ chuyên nghiệp, Stephens lafan đầu được giời thiệu đến quần vợt tại câu lạc bộ bên kia đường từ nhà cô ở Fresno, California. Bố dượng của cô là một vận động viên quần vợt giải trí cạnh tranh và là nguồn cảm hứng chính của cô để bắt đầu chơi môn thể thao này. Stephens chuyển đến Florida để đào tạo tại một học viện quần vợt, cuối cùng làm việc với Nick Saviano trong nhiều năm. Cô đã phát triển thành một tay vợt trẻ đầu triển vọng, có thứ hạng ITF trẻ cao nhất là vị trí số 5 trên thế giới và giành ba trong số bốn danh hiệu đôi nữ trẻ giải Grand Slam trong năm 2010 cùng với Tímea Babos.
Khi mới 19 tuổi, Stephens đã trở nên nổi tiếng tại Giải quần vợt Úc Mở rộng 2013 ở vòng tứ kết khi cô đánh bại tay vợt số 3 thế giới Serena Williams. Mặc dù cô đã leo lên vị trí số 11 vào cuối năm đó, nhưng cô đã xuống và đứng ngoài top 25 đến cuối năm 2015. Tời thời điểm này, Stephens thay huấn luyện viên mwosi, Kamau Murray, người đã giúp cô trở lại một đẳng cấp ưu tú và giành được ba danh hiệu WTA trong nửa năm 2016. Thành công của cô đã bị cắt bởi một chấn thương chân khiến cô phải nghỉ thi đấu 11 tháng.
Cô trở lại sau chấn thương vào giữa năm 2017 và giành được danh hiệu đơn Grand Slam đầu tiên tại Giải quần vợt Mỹ Mở rộng trong giải đấu thứ năm trở lại. Cô cũng giành giải thưởng Tay vợt trở lại của Năm WTA cho mùa giải thành công của cô. Năm 2018, Stephens tiếp tục thành công của mình với danh hiệu Premier Mandatory đầu tiên tại giải Miami Masters, vào trận chung kết đơn Grand Slam thứ hai tại Giải quần vợt Pháp Mở rộng, vào top 10 lần đầu tiên, và giành vị trí á quân tại giải WTA Finals.

## Thống kê sự nghiệp

### Chung kết Grand Slam

#### Đơn: 2 (1 danh hiệu, 1 á quân)
| Kết quả | Năm  | Giải đấu     | Mặt sân | Đối thủ      | Tỷ số         |
| ------- | ---- | ------------ | ------- | ------------ | ------------- |
| Vô địch | 2017 | Mỹ Mở rộng   | Cứng    | Madison Keys | 6–3, 6–0      |
| Á quân  | 2018 | Pháp Mở rộng | Đất nện | Simona Halep | 6–3, 4–6, 1–6 |

### Chung kết WTA Championship

#### Đơn: 1 (1 á quân)
| Kết quả | Năm  | Giải đấu              | Mặt sân  | Đối thủ         | Tỷ số         |
| ------- | ---- | --------------------- | -------- | --------------- | ------------- |
| Á quân  | 2018 | WTA Finals, Singapore | Cứng (i) | Elina Svitolina | 6–3, 2–6, 2–6 |

### Thống kê sự nghiệp đơn
| VĐ | CK | BK | TK | V# | RR | Q# | A | NH |

| Grand Slam   |     |     |     |     |     |      |     |     |     |     |      |     |        |       |     |
| Úc Mở rộng   | A   | A   | A   | VL2 | V2  | BK   | V4  | V1  | V1  | A   | V1   | V4  | 0 / 7  | 12–7  | 63% |
| Pháp Mở rộng | A   | A   | A   | V1  | V4  | V4   | V4  | V4  | V3  | A   | CK   | TK  | 0 / 8  | 24–8  | 74% |
| Wimbledon    | A   | A   | A   | VL2 | V3  | TK   | V1  | V3  | V3  | V1  | V1   |     | 0 / 7  | 10–7  | 59% |
| Mỹ Mở rộng   | VL2 | VL1 | VL2 | V3  | V3  | V4   | V2  | V1  | A   | VĐ  | TK   |     | 1 / 7  | 19–6  | 76% |
| Thắng–Bại    | 0–0 | 0–0 | 0–0 | 2–2 | 8–4 | 15–4 | 7–4 | 5–4 | 4–3 | 7–1 | 10–4 | 7–2 | 1 / 29 | 65–28 | 70% |